# Tour de Burgos féminin 2019
La 5e édition du Tour de Burgos féminin a lieu du 16 au 19 mai 2019. La course fait partie du calendrier international féminin UCI 2019 en catégorie 2.1. 
Karlijn Swinkels remporte la première étape en devançant ses compagnons d'échappée au sprint. Soraya Paladin gagne les deuxième et troisième étapes dans des sprints en côte. La dernière étape revient à Lourdes Oyarbide auteur d'une longue échappée. Au classement général, Stine Borgli devance Soraya Paladin et Mavi Garcia. Soraya Paladin remporte également le classement par points. Ella Harris est la meilleure jeune et Katia Ragusa la meilleure grimpeuse.

## Équipes
| Équipes féminines professionnelles (13)- Alé Cipollini - BePink - Biehler Pro Cycling - Bizkaia-Durango - BTC City Ljubljana - Canyon-SRAM Racing - Charente-Maritime Women Cycling - Doltcini-Van Eyck Sport - Eneicue - Massi Tactic - Movistar Team - Servetto-Piumate-Beltrami TSA - Sopela Équipe nationale- Norvège Équipe féminines amateur (2)- Macogep - Río Miera-Cantabria Deporte Équipe régionale et de club- Centre mondial du cyclisme |
| |

## Étapes
Le parcours est très montagneux.
| Étape     | Date   | Villes étapes                                                        | type              | Distance (km) | Vainqueur d'étape | Leader du classement général |
| --------- | ------ | -------------------------------------------------------------------- | ----------------- | ------------- | ----------------- | ---------------------------- |
| 1re étape | 16 mai | Villadiego – Villadiego                                              | étape vallonnée   | 109,5         | Karlijn Swinkels  | Karlijn Swinkels             |
| 2e étape  | 17 mai | Poza de la Sal – Poza de la Sal                                      | étape vallonnée   | 88,2          | Soraya Paladin    | Karlijn Swinkels             |
| 3e étape  | 18 mai | Medina de Pomar – Medina de Pomar                                    | étape de montagne | 81,2          | Soraya Paladin    | Stine Borgli                 |
| 4e étape  | 19 mai | Pedrosa de Valdeporres – Villarcayo de Merindad de Castilla la Vieja | étape de montagne | 85,5          | Lourdes Oyarbide  | Stine Borgli                 |

## Déroulement de la course

### 1reétape
Au bout de vingt kilomètres, un groupe de seize coureuses se forment à l'avant. Malgré une avance de seulement quelques secondes en fin d'étape, elles se disputent la victoire. Karlijn Swinkels se montre la plus rapide.
| \| Classement de l'étape \| Classement de l'étape \| Classement de l'étape \| Classement de l'étape \| Classement de l'étape \| \| Coureuse \| Coureuse \| Pays \| Équipe \| Temps \| \| --------------------- \| --------------------- \| --------------------- \| ----------------------- \| --------------------- \| \| 1re \| Karlijn Swinkels \| Pays-Bas \| Alé Cipollini \| 2 h 40 min 01 s \| \| 2e \| Marissa Baks \| Pays-Bas \| Biehler Pro Cycling \| + 0 s \| \| 3e \| Silvia Magri \| Italie \| Bepink \| + 0 s \| \| 4e \| Alba Teruel \| Espagne \| Movistar Team \| + 0 s \| \| 5e \| Sara Martín \| Espagne \| Sopela Women's Team \| + 0 s \| \| 6e \| Lourdes Oyarbide \| Espagne \| Movistar Team \| + 0 s \| \| 7e \| Gladys Verhulst \| France \| Charente-Maritime \| + 0 s \| \| 8e \| Daniela Reis \| Portugal \| Doltcini-Van Eyck Sport \| + 0 s \| \| 9e \| Marion Bessone \| France \| Macogep \| + 0 s \| \| 10e \| Maaike Boogaard \| Pays-Bas \| BTC City Ljubljana \| + 0 s \| |                  |          |                         |                 |
| |                  |          |                         |                 |
| |                  |          |                         |                 |
| Classement de l'étape |                  |          |                         |                 |
| Coureuse | Coureuse         | Pays     | Équipe                  | Temps           |
| 1re | Karlijn Swinkels | Pays-Bas | Alé Cipollini           | 2 h 40 min 01 s |
| 2e | Marissa Baks     | Pays-Bas | Biehler Pro Cycling     | + 0 s           |
| 3e | Silvia Magri     | Italie   | Bepink                  | + 0 s           |
| 4e | Alba Teruel      | Espagne  | Movistar Team           | + 0 s           |
| 5e | Sara Martín      | Espagne  | Sopela Women's Team     | + 0 s           |
| 6e | Lourdes Oyarbide | Espagne  | Movistar Team           | + 0 s           |
| 7e | Gladys Verhulst  | France   | Charente-Maritime       | + 0 s           |
| 8e | Daniela Reis     | Portugal | Doltcini-Van Eyck Sport | + 0 s           |
| 9e | Marion Bessone   | France   | Macogep                 | + 0 s           |
| 10e | Maaike Boogaard  | Pays-Bas | BTC City Ljubljana      | + 0 s           |

| \| Classement général \| Classement général \| Classement général \| Classement général \| Classement général \| \| Coureuse \| Coureuse \| Pays \| Équipe \| Temps \| \| ------------------ \| ------------------ \| ------------------ \| ----------------------- \| ------------------ \| \| 1re \| Karlijn Swinkels \| Pays-Bas \| Alé Cipollini \| 2 h 40 min 01 s \| \| 2e \| Marissa Baks \| Pays-Bas \| Biehler Pro Cycling \| + 0 s \| \| 3e \| Silvia Magri \| Italie \| Bepink \| + 0 s \| \| 4e \| Alba Teruel \| Espagne \| Movistar Team \| + 0 s \| \| 5e \| Sara Martín \| Espagne \| Sopela Women's Team \| + 0 s \| \| 6e \| Lourdes Oyarbide \| Espagne \| Movistar Team \| + 0 s \| \| 7e \| Gladys Verhulst \| France \| Charente-Maritime \| + 0 s \| \| 8e \| Daniela Reis \| Portugal \| Doltcini-Van Eyck Sport \| + 0 s \| \| 9e \| Marion Bessone \| France \| Macogep \| + 0 s \| \| 10e \| Maaike Boogaard \| Pays-Bas \| BTC City Ljubljana \| + 0 s \| |                  |          |                         |                 |
| |                  |          |                         |                 |
| |                  |          |                         |                 |
| Classement général |                  |          |                         |                 |
| Coureuse | Coureuse         | Pays     | Équipe                  | Temps           |
| 1re | Karlijn Swinkels | Pays-Bas | Alé Cipollini           | 2 h 40 min 01 s |
| 2e | Marissa Baks     | Pays-Bas | Biehler Pro Cycling     | + 0 s           |
| 3e | Silvia Magri     | Italie   | Bepink                  | + 0 s           |
| 4e | Alba Teruel      | Espagne  | Movistar Team           | + 0 s           |
| 5e | Sara Martín      | Espagne  | Sopela Women's Team     | + 0 s           |
| 6e | Lourdes Oyarbide | Espagne  | Movistar Team           | + 0 s           |
| 7e | Gladys Verhulst  | France   | Charente-Maritime       | + 0 s           |
| 8e | Daniela Reis     | Portugal | Doltcini-Van Eyck Sport | + 0 s           |
| 9e | Marion Bessone   | France   | Macogep                 | + 0 s           |
| 10e | Maaike Boogaard  | Pays-Bas | BTC City Ljubljana      | + 0 s           |

### 2eétape
L'étape se décide dans la dernière côte. Soraya Paladin remporte la victoire.
| \| Classement de l'étape \| Classement de l'étape \| Classement de l'étape \| Classement de l'étape \| Classement de l'étape \| \| Coureuse \| Coureuse \| Pays \| Équipe \| Temps \| \| --------------------- \| --------------------- \| --------------------- \| --------------------- \| --------------------- \| \| 1re \| Soraya Paladin \| Italie \| Alé Cipollini \| 2 h 25 min 05 s \| \| 2e \| Mavi García \| Espagne \| Movistar Team \| + 0 s \| \| 3e \| Katia Ragusa \| Italie \| Bepink \| + 0 s \| \| 4e \| Alena Amialiusik \| Biélorussie \| Canyon-SRAM Racing \| + 0 s \| \| 5e \| Urša Pintar \| Slovénie \| BTC City Ljubljana \| + 0 s \| \| 6e \| Stine Borgli \| Norvège \| Keukens Redant \| + 0 s \| \| 7e \| Teuntje Beekhuis \| Pays-Bas \| Biehler Pro Cycling \| + 0 s \| \| 8e \| Ella Harris \| Nouvelle-Zélande \| Canyon-SRAM Racing \| + 0 s \| \| 9e \| Hanna Nilsson \| Suède \| BTC City Ljubljana \| + 0 s \| \| 10e \| Maaike Boogaard \| Pays-Bas \| BTC City Ljubljana \| + 0 s \| |                  |                  |                     |                 |
| |                  |                  |                     |                 |
| |                  |                  |                     |                 |
| Classement de l'étape |                  |                  |                     |                 |
| Coureuse | Coureuse         | Pays             | Équipe              | Temps           |
| 1re | Soraya Paladin   | Italie           | Alé Cipollini       | 2 h 25 min 05 s |
| 2e | Mavi García      | Espagne          | Movistar Team       | + 0 s           |
| 3e | Katia Ragusa     | Italie           | Bepink              | + 0 s           |
| 4e | Alena Amialiusik | Biélorussie      | Canyon-SRAM Racing  | + 0 s           |
| 5e | Urša Pintar      | Slovénie         | BTC City Ljubljana  | + 0 s           |
| 6e | Stine Borgli     | Norvège          | Keukens Redant      | + 0 s           |
| 7e | Teuntje Beekhuis | Pays-Bas         | Biehler Pro Cycling | + 0 s           |
| 8e | Ella Harris      | Nouvelle-Zélande | Canyon-SRAM Racing  | + 0 s           |
| 9e | Hanna Nilsson    | Suède            | BTC City Ljubljana  | + 0 s           |
| 10e | Maaike Boogaard  | Pays-Bas         | BTC City Ljubljana  | + 0 s           |

| \| Classement général \| Classement général \| Classement général \| Classement général \| Classement général \| \| Coureuse \| Coureuse \| Pays \| Équipe \| Temps \| \| ------------------ \| ------------------ \| ------------------ \| ----------------------- \| ------------------ \| \| 1re \| Karlijn Swinkels \| Pays-Bas \| Alé Cipollini \| 5 h 05 min 06 s \| \| 2e \| Maaike Boogaard \| Pays-Bas \| BTC City Ljubljana \| + 0 s \| \| 3e \| Marion Bessone \| France \| Macogep \| + 0 s \| \| 4e \| Daniela Reis \| Portugal \| Doltcini-Van Eyck Sport \| + 0 s \| \| 5e \| Marissa Baks \| Pays-Bas \| Biehler Pro Cycling \| + 0 s \| \| 6e \| Silvia Magri \| Italie \| Bepink \| + 0 s \| \| 7e \| Gladys Verhulst \| France \| Charente-Maritime \| + 0 s \| \| 8e \| Rotem Gafinovitz \| Israël \| Canyon-SRAM Racing \| + 0 s \| \| 9e \| Sara Martín \| Espagne \| Sopela Women's Team \| + 0 s \| \| 10e \| Alba Teruel \| Espagne \| Movistar Team \| + 0 s \| |                  |          |                         |                 |
| |                  |          |                         |                 |
| |                  |          |                         |                 |
| Classement général |                  |          |                         |                 |
| Coureuse | Coureuse         | Pays     | Équipe                  | Temps           |
| 1re | Karlijn Swinkels | Pays-Bas | Alé Cipollini           | 5 h 05 min 06 s |
| 2e | Maaike Boogaard  | Pays-Bas | BTC City Ljubljana      | + 0 s           |
| 3e | Marion Bessone   | France   | Macogep                 | + 0 s           |
| 4e | Daniela Reis     | Portugal | Doltcini-Van Eyck Sport | + 0 s           |
| 5e | Marissa Baks     | Pays-Bas | Biehler Pro Cycling     | + 0 s           |
| 6e | Silvia Magri     | Italie   | Bepink                  | + 0 s           |
| 7e | Gladys Verhulst  | France   | Charente-Maritime       | + 0 s           |
| 8e | Rotem Gafinovitz | Israël   | Canyon-SRAM Racing      | + 0 s           |
| 9e | Sara Martín      | Espagne  | Sopela Women's Team     | + 0 s           |
| 10e | Alba Teruel      | Espagne  | Movistar Team           | + 0 s           |

### 3eétape
Katia Ragusa attaque durant l'étape pour gagner des points au classement de la montagne. Dans les dernières pentes de l'étape, Soraya Paladin fait la différence.
| \| Classement de l'étape \| Classement de l'étape \| Classement de l'étape \| Classement de l'étape \| Classement de l'étape \| \| Coureuse \| Coureuse \| Pays \| Équipe \| Temps \| \| --------------------- \| --------------------- \| --------------------- \| -------------------------- \| --------------------- \| \| 1re \| Soraya Paladin \| Italie \| Alé Cipollini \| 2 h 08 min 29 s \| \| 2e \| Stine Borgli \| Norvège \| Norvège \| + 0 s \| \| 3e \| Urša Pintar \| Slovénie \| BTC City Ljubljana \| + 0 s \| \| 4e \| Mavi García \| Espagne \| Movistar Team \| + 0 s \| \| 5e \| Ingrid Lorvik \| Norvège \| Hitec Products-Birk Sport \| + 5 s \| \| 6e \| Urška Žigart \| Slovénie \| BTC City Ljubljana \| + 8 s \| \| 7e \| Tetyana Riabchenko \| Ukraine \| Doltcini-Van Eyck Sport \| + 12 s \| \| 8e \| Ella Harris \| Nouvelle-Zélande \| Canyon-SRAM Racing \| + 15 s \| \| 9e \| Eyeru Tesfoam Gebru \| Éthiopie \| Centre mondial du cyclisme \| + 17 s \| \| 10e \| Alena Amialiusik \| Biélorussie \| Canyon-SRAM Racing \| + 21 s \| |                     |                  |                            |                 |
| |                     |                  |                            |                 |
| |                     |                  |                            |                 |
| Classement de l'étape |                     |                  |                            |                 |
| Coureuse | Coureuse            | Pays             | Équipe                     | Temps           |
| 1re | Soraya Paladin      | Italie           | Alé Cipollini              | 2 h 08 min 29 s |
| 2e | Stine Borgli        | Norvège          | Norvège                    | + 0 s           |
| 3e | Urša Pintar         | Slovénie         | BTC City Ljubljana         | + 0 s           |
| 4e | Mavi García         | Espagne          | Movistar Team              | + 0 s           |
| 5e | Ingrid Lorvik       | Norvège          | Hitec Products-Birk Sport  | + 5 s           |
| 6e | Urška Žigart        | Slovénie         | BTC City Ljubljana         | + 8 s           |
| 7e | Tetyana Riabchenko  | Ukraine          | Doltcini-Van Eyck Sport    | + 12 s          |
| 8e | Ella Harris         | Nouvelle-Zélande | Canyon-SRAM Racing         | + 15 s          |
| 9e | Eyeru Tesfoam Gebru | Éthiopie         | Centre mondial du cyclisme | + 17 s          |
| 10e | Alena Amialiusik    | Biélorussie      | Canyon-SRAM Racing         | + 21 s          |

| \| Classement général \| Classement général \| Classement général \| Classement général \| Classement général \| \| Coureuse \| Coureuse \| Pays \| Équipe \| Temps \| \| ------------------ \| ------------------- \| ------------------ \| -------------------------- \| ------------------ \| \| 1re \| Stine Borgli \| Norvège \| Norvège \| 7 h 13 min 47 s \| \| 2e \| Soraya Paladin \| Italie \| Alé Cipollini \| + 0 s \| \| 3e \| Mavi García \| Espagne \| Movistar Team \| + 0 s \| \| 4e \| Urša Pintar \| Slovénie \| BTC City Ljubljana \| + 0 s \| \| 5e \| Ingrid Lorvik \| Norvège \| Hitec Products-Birk Sport \| + 5 s \| \| 6e \| Urška Žigart \| Slovénie \| BTC City Ljubljana \| + 8 s \| \| 7e \| Tetyana Riabchenko \| Ukraine \| Doltcini-Van Eyck Sport \| + 12 s \| \| 8e \| Ella Harris \| Nouvelle-Zélande \| Canyon-SRAM Racing \| + 15 s \| \| 9e \| Eyeru Tesfoam Gebru \| Éthiopie \| Centre mondial du cyclisme \| + 17 s \| \| 10e \| Alena Amialiusik \| Biélorussie \| Canyon-SRAM Racing \| + 21 s \| |                     |                  |                            |                 |
| |                     |                  |                            |                 |
| |                     |                  |                            |                 |
| Classement général |                     |                  |                            |                 |
| Coureuse | Coureuse            | Pays             | Équipe                     | Temps           |
| 1re | Stine Borgli        | Norvège          | Norvège                    | 7 h 13 min 47 s |
| 2e | Soraya Paladin      | Italie           | Alé Cipollini              | + 0 s           |
| 3e | Mavi García         | Espagne          | Movistar Team              | + 0 s           |
| 4e | Urša Pintar         | Slovénie         | BTC City Ljubljana         | + 0 s           |
| 5e | Ingrid Lorvik       | Norvège          | Hitec Products-Birk Sport  | + 5 s           |
| 6e | Urška Žigart        | Slovénie         | BTC City Ljubljana         | + 8 s           |
| 7e | Tetyana Riabchenko  | Ukraine          | Doltcini-Van Eyck Sport    | + 12 s          |
| 8e | Ella Harris         | Nouvelle-Zélande | Canyon-SRAM Racing         | + 15 s          |
| 9e | Eyeru Tesfoam Gebru | Éthiopie         | Centre mondial du cyclisme | + 17 s          |
| 10e | Alena Amialiusik    | Biélorussie      | Canyon-SRAM Racing         | + 21 s          |

### 4eétape
À soixante kilomètres de l'arrivée, Eugenia Bujak, Anabel Yapura et Lourdes Oyarbide  sortent du peloton. Dans le final, cette dernière se détache et va s'imposer en solitaire.
| \| Classement de l'étape \| Classement de l'étape \| Classement de l'étape \| Classement de l'étape \| Classement de l'étape \| \| Coureuse \| Coureuse \| Pays \| Équipe \| Temps \| \| --------------------- \| --------------------- \| --------------------- \| --------------------- \| --------------------- \| \| 1re \| Lourdes Oyarbide \| Espagne \| Movistar Team \| 2 h 14 min 13 s \| \| 2e \| Jelena Erić \| Serbie \| Alé Cipollini \| + 1 min 00 s \| \| 3e \| Sandra Alonso \| Espagne \| Bizkaia-Durango \| + 1 min 00 s \| \| 4e \| Soraya Paladin \| Italie \| Alé Cipollini \| + 1 min 00 s \| \| 5e \| Maaike Boogaard \| Pays-Bas \| BTC City Ljubljana \| + 1 min 00 s \| \| 6e \| Stine Borgli \| Norvège \| Norvège \| + 1 min 00 s \| \| 7e \| Roos Hoogeboom \| Pays-Bas \| Biehler Pro Cycling \| + 1 min 00 s \| \| 8e \| Katia Ragusa \| Italie \| Bepink \| + 1 min 00 s \| \| 9e \| Urša Pintar \| Slovénie \| BTC City Ljubljana \| + 1 min 00 s \| \| 10e \| Mavi García \| Espagne \| Movistar Team \| + 1 min 00 s \| |                  |          |                     |                 |
| |                  |          |                     |                 |
| |                  |          |                     |                 |
| Classement de l'étape |                  |          |                     |                 |
| Coureuse | Coureuse         | Pays     | Équipe              | Temps           |
| 1re | Lourdes Oyarbide | Espagne  | Movistar Team       | 2 h 14 min 13 s |
| 2e | Jelena Erić      | Serbie   | Alé Cipollini       | + 1 min 00 s    |
| 3e | Sandra Alonso    | Espagne  | Bizkaia-Durango     | + 1 min 00 s    |
| 4e | Soraya Paladin   | Italie   | Alé Cipollini       | + 1 min 00 s    |
| 5e | Maaike Boogaard  | Pays-Bas | BTC City Ljubljana  | + 1 min 00 s    |
| 6e | Stine Borgli     | Norvège  | Norvège             | + 1 min 00 s    |
| 7e | Roos Hoogeboom   | Pays-Bas | Biehler Pro Cycling | + 1 min 00 s    |
| 8e | Katia Ragusa     | Italie   | Bepink              | + 1 min 00 s    |
| 9e | Urša Pintar      | Slovénie | BTC City Ljubljana  | + 1 min 00 s    |
| 10e | Mavi García      | Espagne  | Movistar Team       | + 1 min 00 s    |

## Classements finals

### Classement général final
| \| Classement général \| Classement général \| Classement général \| Classement général \| Classement général \| \| Coureuse \| Coureuse \| Pays \| Équipe \| Temps \| \| ------------------ \| ------------------ \| ------------------ \| ------------------------- \| ------------------ \| \| 1re \| Stine Borgli \| Norvège \| Norvège \| 9 h 29 min 00 s \| \| 2e \| Soraya Paladin \| Italie \| Alé Cipollini \| + 0 s \| \| 3e \| Mavi García \| Espagne \| Movistar Team \| + 0 s \| \| 4e \| Urša Pintar \| Slovénie \| BTC City Ljubljana \| + 0 s \| \| 5e \| Ingrid Lorvik \| Norvège \| Hitec Products-Birk Sport \| + 11 s \| \| 6e \| Tetyana Riabchenko \| Ukraine \| Doltcini-Van Eyck Sport \| + 12 s \| \| 7e \| Urška Žigart \| Slovénie \| BTC City Ljubljana \| + 14 s \| \| 8e \| Ella Harris \| Nouvelle-Zélande \| Canyon-SRAM Racing \| + 21 s \| \| 9e \| Maaike Boogaard \| Pays-Bas \| BTC City Ljubljana \| + 23 s \| \| 10e \| Daniela Reis \| Portugal \| Doltcini-Van Eyck Sport \| + 23 s \| |                    |                  |                           |                 |
| |                    |                  |                           |                 |
| |                    |                  |                           |                 |
| Classement général |                    |                  |                           |                 |
| Coureuse | Coureuse           | Pays             | Équipe                    | Temps           |
| 1re | Stine Borgli       | Norvège          | Norvège                   | 9 h 29 min 00 s |
| 2e | Soraya Paladin     | Italie           | Alé Cipollini             | + 0 s           |
| 3e | Mavi García        | Espagne          | Movistar Team             | + 0 s           |
| 4e | Urša Pintar        | Slovénie         | BTC City Ljubljana        | + 0 s           |
| 5e | Ingrid Lorvik      | Norvège          | Hitec Products-Birk Sport | + 11 s          |
| 6e | Tetyana Riabchenko | Ukraine          | Doltcini-Van Eyck Sport   | + 12 s          |
| 7e | Urška Žigart       | Slovénie         | BTC City Ljubljana        | + 14 s          |
| 8e | Ella Harris        | Nouvelle-Zélande | Canyon-SRAM Racing        | + 21 s          |
| 9e | Maaike Boogaard    | Pays-Bas         | BTC City Ljubljana        | + 23 s          |
| 10e | Daniela Reis       | Portugal         | Doltcini-Van Eyck Sport   | + 23 s          |

### Points UCI
| Position           | 1er | 2e | 3e | 4e | 5e | 6e | 7e | 8e | 9e | 10e | 11e | 12e | 13e à 15e | 16e à 25e |
| Classement général | 125 | 85 | 70 | 60 | 50 | 40 | 35 | 30 | 25 | 20  | 15  | 10  | 5         | 3         |
| Par étape          | 16  | 12 | 8  | 6  | 5  | 4  | 3  | 2  |    |     |     |     |           |           |
| Leader, par étape  | 3   |    |    |    |    |    |    |    |    |     |     |     |           |           |

### Classements annexes
| Classement par points | Classement par points | Classement par points | Classement par points | Classement par points |
| Coureuse              | Coureuse              | Pays                  | Équipe                | Points                |
| --------------------- | --------------------- | --------------------- | --------------------- | --------------------- |
| 1re                   | Soraya Paladin        | Italie                | Alé Cipollini         | 65 pts                |
| 2e                    | Mavi García           | Espagne               | Movistar Team         | 41 pts                |
| 3e                    | Stine Borgli          | Norvège               | Keukens Redant        | 40 pts                |
| 4e                    | Lourdes Oyarbide      | Espagne               | Movistar Team         | 35 pts                |
| 5e                    | Urša Pintar           | Slovénie              | BTC City Ljubljana    | 35 pts                |
| 6e                    | Katia Ragusa          | Italie                | Bepink                | 29 pts                |
| 7e                    | Maaike Boogaard       | Pays-Bas              | BTC City Ljubljana    | 26 pts                |
| 8e                    | Marissa Baks          | Pays-Bas              | Biehler Pro Cycling   | 25 pts                |
| 9e                    | Alena Amialiusik      | Biélorussie           | Canyon-SRAM Racing    | 21 pts                |
| 10e                   | Jelena Erić           | Serbie                | Alé Cipollini         | 20 pts                |

| Classement par points | Classement par points | Classement par points | Classement par points | Classement par points |
| Coureuse              | Coureuse              | Pays                  | Équipe                | Points                |
| --------------------- | --------------------- | --------------------- | --------------------- | --------------------- |
| 1re                   | Soraya Paladin        | Italie                | Alé Cipollini         | 65 pts                |
| 2e                    | Mavi García           | Espagne               | Movistar Team         | 41 pts                |
| 3e                    | Stine Borgli          | Norvège               | Keukens Redant        | 40 pts                |
| 4e                    | Lourdes Oyarbide      | Espagne               | Movistar Team         | 35 pts                |
| 5e                    | Urša Pintar           | Slovénie              | BTC City Ljubljana    | 35 pts                |
| 6e                    | Katia Ragusa          | Italie                | Bepink                | 29 pts                |
| 7e                    | Maaike Boogaard       | Pays-Bas              | BTC City Ljubljana    | 26 pts                |
| 8e                    | Marissa Baks          | Pays-Bas              | Biehler Pro Cycling   | 25 pts                |
| 9e                    | Alena Amialiusik      | Biélorussie           | Canyon-SRAM Racing    | 21 pts                |
| 10e                   | Jelena Erić           | Serbie                | Alé Cipollini         | 20 pts                |

| Classement de la montagne | Classement de la montagne | Classement de la montagne | Classement de la montagne  | Classement de la montagne |
| Coureuse                  | Coureuse                  | Pays                      | Équipe                     | Points                    |
| ------------------------- | ------------------------- | ------------------------- | -------------------------- | ------------------------- |
| 1re                       | Katia Ragusa              | Italie                    | Bepink                     | 24 pts                    |
| 2e                        | Rotem Gafinovitz          | Israël                    | Canyon-SRAM Racing         | 16 pts                    |
| 3e                        | Lourdes Oyarbide          | Espagne                   | Movistar Team              | 12 pts                    |
| 4e                        | Anabel Yapura             | Argentine                 | Centre mondial du cyclisme | 8 pts                     |
| 5e                        | Soraya Paladin            | Italie                    | Alé Cipollini              | 6 pts                     |
| 6e                        | Mavi García               | Espagne                   | Movistar Team              | 6 pts                     |
| 7e                        | Stine Borgli              | Norvège                   | Keukens Redant             | 4 pts                     |
| 8e                        | Eyeru Tesfoam Gebru       | Éthiopie                  | Centre mondial du cyclisme | 4 pts                     |
| 9e                        | Marissa Baks              | Pays-Bas                  | Biehler Pro Cycling        | 4 pts                     |
| 10e                       | Urša Pintar               | Slovénie                  | BTC City Ljubljana         | 3 pts                     |

| Classement de la montagne | Classement de la montagne | Classement de la montagne | Classement de la montagne  | Classement de la montagne |
| Coureuse                  | Coureuse                  | Pays                      | Équipe                     | Points                    |
| ------------------------- | ------------------------- | ------------------------- | -------------------------- | ------------------------- |
| 1re                       | Katia Ragusa              | Italie                    | Bepink                     | 24 pts                    |
| 2e                        | Rotem Gafinovitz          | Israël                    | Canyon-SRAM Racing         | 16 pts                    |
| 3e                        | Lourdes Oyarbide          | Espagne                   | Movistar Team              | 12 pts                    |
| 4e                        | Anabel Yapura             | Argentine                 | Centre mondial du cyclisme | 8 pts                     |
| 5e                        | Soraya Paladin            | Italie                    | Alé Cipollini              | 6 pts                     |
| 6e                        | Mavi García               | Espagne                   | Movistar Team              | 6 pts                     |
| 7e                        | Stine Borgli              | Norvège                   | Keukens Redant             | 4 pts                     |
| 8e                        | Eyeru Tesfoam Gebru       | Éthiopie                  | Centre mondial du cyclisme | 4 pts                     |
| 9e                        | Marissa Baks              | Pays-Bas                  | Biehler Pro Cycling        | 4 pts                     |
| 10e                       | Urša Pintar               | Slovénie                  | BTC City Ljubljana         | 3 pts                     |

| Classement du meilleur jeune | Classement du meilleur jeune | Classement du meilleur jeune | Classement du meilleur jeune | Classement du meilleur jeune |
| Coureuse                     | Coureuse                     | Pays                         | Équipe                       | Temps                        |
| ---------------------------- | ---------------------------- | ---------------------------- | ---------------------------- | ---------------------------- |
| 1re                          | Ella Harris                  | Nouvelle-Zélande             | Canyon-SRAM Racing           | 9 h 29 min 21 s              |
| 2e                           | Maaike Boogaard              | Pays-Bas                     | BTC City Ljubljana           | + 2 s                        |
| 3e                           | Katia Ragusa                 | Italie                       | Bepink                       | + 4 s                        |
| 4e                           | Marissa Baks                 | Pays-Bas                     | Biehler Pro Cycling          | + 6 s                        |
| 5e                           | Olivia Baril                 | Canada                       | Macogep                      | + 23 s                       |
| 6e                           | Nicole Steigenga             | Pays-Bas                     | Bepink                       | + 37 s                       |
| 7e                           | Anabel Yapura                | Argentine                    | Centre mondial du cyclisme   | + 37 s                       |
| 8e                           | Hannah Ludwig                | Allemagne                    | Canyon-SRAM Racing           | + 40 s                       |
| 9e                           | Enara López Gallastegi       | Espagne                      | Bizkaia-Durango              | + 43 s                       |
| 10e                          | Anastasiya Kolesava          | Biélorussie                  | Centre mondial du cyclisme   | + 1 min 10 s                 |

| Classement du meilleur jeune | Classement du meilleur jeune | Classement du meilleur jeune | Classement du meilleur jeune | Classement du meilleur jeune |
| Coureuse                     | Coureuse                     | Pays                         | Équipe                       | Temps                        |
| ---------------------------- | ---------------------------- | ---------------------------- | ---------------------------- | ---------------------------- |
| 1re                          | Ella Harris                  | Nouvelle-Zélande             | Canyon-SRAM Racing           | 9 h 29 min 21 s              |
| 2e                           | Maaike Boogaard              | Pays-Bas                     | BTC City Ljubljana           | + 2 s                        |
| 3e                           | Katia Ragusa                 | Italie                       | Bepink                       | + 4 s                        |
| 4e                           | Marissa Baks                 | Pays-Bas                     | Biehler Pro Cycling          | + 6 s                        |
| 5e                           | Olivia Baril                 | Canada                       | Macogep                      | + 23 s                       |
| 6e                           | Nicole Steigenga             | Pays-Bas                     | Bepink                       | + 37 s                       |
| 7e                           | Anabel Yapura                | Argentine                    | Centre mondial du cyclisme   | + 37 s                       |
| 8e                           | Hannah Ludwig                | Allemagne                    | Canyon-SRAM Racing           | + 40 s                       |
| 9e                           | Enara López Gallastegi       | Espagne                      | Bizkaia-Durango              | + 43 s                       |
| 10e                          | Anastasiya Kolesava          | Biélorussie                  | Centre mondial du cyclisme   | + 1 min 10 s                 |

| Classement par équipes | Classement par équipes | Classement par équipes | Classement par équipes |
| Équipe                 | Équipe                 | Pays                   | Temps                  |
| ---------------------- | ---------------------- | ---------------------- | ---------------------- |

| Classement par équipes | Classement par équipes | Classement par équipes | Classement par équipes |
| Équipe                 | Équipe                 | Pays                   | Temps                  |
| ---------------------- | ---------------------- | ---------------------- | ---------------------- |

## Évolution des classements
| Étape              |                    | Vainqueur _      | Classement général | Classement par points | Meilleure grimpeuse | Meilleure jeune  | Meilleure équipe _ |
| ------------------ | ------------------ | ---------------- | ------------------ | --------------------- | ------------------- | ---------------- | ------------------ |
| 1re étape          | étape vallonnée    | Karlijn Swinkels | Karlijn Swinkels   | Karlijn Swinkels      | Rotem Gafinovitz    | Karlijn Swinkels | Movistar Team      |
| 2e étape           | étape vallonnée    | Soraya Paladin   | Karlijn Swinkels   | Karlijn Swinkels      | Rotem Gafinovitz    | Karlijn Swinkels | Movistar Team      |
| 3e étape           | étape de montagne  | Soraya Paladin   | Stine Borgli       | Soraya Paladin        | Katia Ragusa        | Ella Harris      | BTC City Ljubljana |
| 4e étape           | étape de montagne  | Lourdes Oyarbide | Stine Borgli       | Soraya Paladin        | Katia Ragusa        | Ella Harris      | BTC City Ljubljana |
| Classements finals | Classements finals |                  | Stine Borgli       | Soraya Paladin        | Katia Ragusa        | Ella Harris      | BTC City Ljubljana |

## Liste des participantes
| Légende                             | Légende | Légende                                | Légende                                                                                              |
| ----------------------------------- | --- | -------------------------------------- | --- |
| Num                                 | Dossard de départ porté par la coureuse sur ce Tour de Burgos féminin                                           | Pos                                    | Position finale au classement général                                                                |
| Leader du classement général        | Indique la vainqueur du classement général                                                                      | Leader du classement par points        | Indique la vainqueur du classement par points                                                        |
| Leader du classement de la montagne | Indique la vainqueur du classement de la montagne                                                               | Leader du classement du meilleur jeune | Indique la vainqueur du classement de la meilleure jeune                                             |
|                                     | Indique un maillot de champion national ou mondial, suivi de sa spécialité                                      | #                                      | Indique la meilleure équipe                                                                          |
| NP                                  | Indique une coureuse qui n'a pas pris le départ d'une étape, suivi du numéro de l'étape où elle s'est retirée   | AB                                     | Indique une coureuse qui n'a pas terminé une étape, suivi du numéro de l'étape où elle s'est retirée |
| HD                                  | Indique un coureuse qui a terminé une étape hors des délais, suivi du numéro de l'étape                         | DSQ                                    | Indique un coureur qui a été disqualifié de la course, suivi du numéro de l'étape                    |
| *                                   | Indique un coureuse en lice pour le classement de la meilleure jeune (coureuses nées après le 1er janvier 1997) |                                        | |

| Sopela Women's Team SWT | Sopela Women's Team SWT       | Sopela Women's Team SWT |
| ----------------------- | ----------------------------- | ----------------------- |
| Num                     | Coureuse                      | Pos                     |
| 1                       | Sara Martín (ESP)             | 58e                     |
| 2                       | Isabel Ferreres Navarro (ESP) | AB-4                    |
| 3                       | Sofía Rodríguez (ESP)         | 45e                     |
| 4                       | Ariadna Trias (ESP)           | HD-4                    |
| 5                       | Amaia Malasetxebarria (ESP)   | AB-2                    |
| 6                       | Ariadna Nevado (ESP)          | AB-2                    |

| Canyon-SRAM Racing CSR | Canyon-SRAM Racing CSR | Canyon-SRAM Racing CSR |
| ---------------------- | ---------------------- | ---------------------- |
| Num                    | Coureuse               | Pos                    |
| 11                     | Alena Amialiusik (BLR) | 14e                    |
| 12                     | Rotem Gafinovitz (ISR) | 27e                    |
| 13                     | Tanja Erath (GER)      | 53e                    |
| 14                     | Christa Riffel (GER)   | 47e                    |
| 15                     | Hannah Ludwig (GER)    | 23e                    |
| 16                     | Ella Harris (NZL)      | 8e                     |

| Movistar Team MOV | Movistar Team MOV          | Movistar Team MOV |
| ----------------- | -------------------------- | ----------------- |
| Num               | Coureuse                   | Pos               |
| 21                | Roxane Fournier (FRA)      | 56e               |
| 22                | Mavi García (ESP)          | 3e                |
| 23                | Alicia González (ESP)      | 50e               |
| 24                | Eider Merino (ESP) (route) | 25e               |
| 25                | Lourdes Oyarbide (ESP)     | 40e               |
| 26                | Alba Teruel (ESP)          | 41e               |

| BTC City Ljubljana BTC | BTC City Ljubljana BTC | BTC City Ljubljana BTC |
| ---------------------- | ---------------------- | ---------------------- |
| Num                    | Coureuse               | Pos                    |
| 31                     | Urša Pintar (SLO)      | 4e                     |
| 32                     | Eugenia Bujak (SLO)    | 44e                    |
| 33                     | Urška Žigart (SLO)     | 7e                     |
| 34                     | Maaike Boogaard (NED)  | 9e                     |
| 35                     | Hanna Nilsson (SWE)    | 15e                    |
| 36                     | Špela Kern (SLO)       | 16e                    |

| Bizkaia-Durango BDU | Bizkaia-Durango BDU          | Bizkaia-Durango BDU |
| ------------------- | ---------------------------- | ------------------- |
| Num                 | Coureuse                     | Pos                 |
| 41                  | Lucía González (ESP)         | 39e                 |
| 42                  | Ainara Elbusto (ESP)         | 66e                 |
| 43                  | Sandra Alonso (ESP)          | 46e                 |
| 44                  | Isabel Martin (ESP)          | 69e                 |
| 45                  | Enara López Gallastegi (ESP) | 24e                 |
| 46                  | Natalie Grinczer (GBR)       | 18e                 |

| Doltcini-Van Eyck Sport DVE | Doltcini-Van Eyck Sport DVE | Doltcini-Van Eyck Sport DVE |
| --------------------------- | --------------------------- | --------------------------- |
| Num                         | Coureuse                    | Pos                         |
| 51                          | Anisha Vekemans (BEL)       | AB-3                        |
| 52                          | Daniela Reis (POR) (route)  | 10e                         |
| 54                          | Tetyana Riabchenko (UKR)    | 6e                          |
| 55                          | Marion Sicot (FRA)          | 54e                         |
| 56                          | Mieke Docx (BEL)            | HD-1                        |

| Charente-Maritime CMW | Charente-Maritime CMW   | Charente-Maritime CMW |
| --------------------- | ----------------------- | --------------------- |
| Num                   | Coureuse                | Pos                   |
| 61                    | Anaïs Morichon (FRA)    | 48e                   |
| 62                    | Gladys Verhulst (FRA)   | 52e                   |
| 63                    | Noémie Abgrall (FRA)    | 57e                   |
| 64                    | Manon Minaud (FRA)      | 33e                   |
| 65                    | Balladyne Tritsch (FRA) | AB-4                  |

| Alé Cipollini ALE | Alé Cipollini ALE             | Alé Cipollini ALE |
| ----------------- | ----------------------------- | ----------------- |
| Num               | Coureuse                      | Pos               |
| 71                | Karlijn Swinkels (NED)        | HD-4              |
| 72                | Marjolein van 't Geloof (NED) | HD-4              |
| 73                | Na Ah-reum (KOR)              | 35e               |
| 74                | Jelena Erić (SRB)             | 28e               |
| 75                | Anna Trevisi (ITA)            | 51e               |
| 76                | Soraya Paladin (ITA)          | 2e                |

| Servetto-Piumate-Beltrami TSA SER | Servetto-Piumate-Beltrami TSA SER | Servetto-Piumate-Beltrami TSA SER |
| --------------------------------- | --------------------------------- | --------------------------------- |
| Num                               | Coureuse                          | Pos                               |
| 81                                | Kseniya Dobrynina (RUS)           | 59e                               |
| 82                                | Sara Casasola (ITA)               | AB-2                              |
| 83                                | Francesca Balducci (ITA)          | AB-4                              |
| 84                                | Mónika Király (HUN)               | 34e                               |
| 85                                | Anna Potokina (RUS)               | 37e                               |

| Bepink BPK | Bepink BPK              | Bepink BPK |
| ---------- | ----------------------- | ---------- |
| Num        | Coureuse                | Pos        |
| 91         | Silvia Magri (ITA)      | 64e        |
| 92         | Nicole Steigenga (NED)  | 21e        |
| 94         | Vania Canvelli (ITA)    | 43e        |
| 95         | Katia Ragusa (ITA)      | 12e        |
| 96         | Francesca Pattaro (ITA) | 32e        |

| Biehler Pro Cycling BPC | Biehler Pro Cycling BPC  | Biehler Pro Cycling BPC |
| ----------------------- | ------------------------ | ----------------------- |
| Num                     | Coureuse                 | Pos                     |
| 101                     | Teuntje Beekhuis (NED)   | 17e                     |
| 102                     | Henrietta Colborne (GBR) | 60e                     |
| 104                     | Roos Hoogeboom (NED)     | 30e                     |
| 105                     | Marissa Baks (NED)       | 13e                     |
| 106                     | Nienke Wasmus (NED)      | 63e                     |

| Norvège NOR | Norvège NOR         | Norvège NOR |
| ----------- | ------------------- | ----------- |
| Num         | Coureuse            | Pos         |
| 111         | Stine Borgli        | 1re         |
| 112         | Julie Meyer Solvang | HD-4        |
| 113         | Ingrid Lorvik       | 5e          |
| 114         | Emilie Moberg       | 67e         |
| 115         | Birgitte Ravndal    | 55e         |
| 116         | Marie Flataas       | NP-2        |

| Centre mondial du cyclisme WCC | Centre mondial du cyclisme WCC | Centre mondial du cyclisme WCC |
| ------------------------------ | ------------------------------ | ------------------------------ |
| Num                            | Coureuse                       | Pos                            |
| 121                            | Alice Sharpe (IRL)             | 36e                            |
| 122                            | Agua Marina Espínola (PAR)     | 31e                            |
| 123                            | Eyeru Tesfoam Gebru (ETH)      | 11e                            |
| 124                            | Desiet Kidane (ERI)            | 61e                            |
| 125                            | Anastasiya Kolesava (BLR)      | 29e                            |
| 126                            | Anabel Yapura (ARG)            | 22e                            |

| Macogep ___ | Macogep ___                     | Macogep ___ |
| ----------- | ------------------------------- | ----------- |
| Num         | Coureuse                        | Pos         |
| 131         | Marion Bessone (FRA)            | 20e         |
| 132         | Frédérique Larose-Gingras (CAN) | 38e         |
| 133         | Olivia Baril (CAN)              | 19e         |
| 134         | Manon Lannergan (CAN)           | AB-1        |
| 135         | Naomi Langarica (MEX)           | HD-2        |

| Eneicue EIC | Eneicue EIC           | Eneicue EIC |
| ----------- | --------------------- | ----------- |
| Num         | Coureuse              | Pos         |
| 141         | Ziortza Isasi (ESP)   | 62e         |
| 142         | Paula Sanmartin (ESP) | 49e         |
| 143         | Alessia Bulleri (ITA) | AB-4        |
| 144         | Lija Laizāne (LAT)    | 26e         |
| 145         | Fie Østerby           | HD-1        |
| 146         | Varvara Fasoi (GRE)   | NP-4        |

| Massi Tactic MAT | Massi Tactic MAT     | Massi Tactic MAT |
| ---------------- | -------------------- | ---------------- |
| Num              | Coureuse             | Pos              |
| 151              | Belén López (ESP)    | AB-4             |
| 152              | Teresa Ripoll (ESP)  | AB-4             |
| 153              | Cristina Aznar (ESP) | HD-2             |
| 154              | Sandra Moral (ESP)   | AB-4             |
| 155              | Mireia Benito (ESP)  | AB-4             |
| 156              | Noemi Ferre (ESP)    | AB-1             |

| Río Miera-Cantabria Deporte ___ | Río Miera-Cantabria Deporte ___            | Río Miera-Cantabria Deporte ___ |
| ------------------------------- | ------------------------------------------ | ------------------------------- |
| Num                             | Coureuse                                   | Pos                             |
| 161                             | Sandra Trevilla Samperio (ESP)             | HD-4                            |
| 162                             | Paula Diaz (ESP)                           | 65e                             |
| 163                             | Elena Perez Munoz (ESP)                    | HD-4                            |
| 164                             | Irene Mendez Melgarejo (ESP)               | 42e                             |
| 165                             | Maria De Los Angeles Medina Gonzalez (ESP) | 68e                             |
| 166                             | Carla Nafria de Miguel (ESP)               | HD-2                            |

| Sopela Women's Team SWT | Sopela Women's Team SWT       | Sopela Women's Team SWT |
| ----------------------- | ----------------------------- | ----------------------- |
| Num                     | Coureuse                      | Pos                     |
| 1                       | Sara Martín (ESP)             | 58e                     |
| 2                       | Isabel Ferreres Navarro (ESP) | AB-4                    |
| 3                       | Sofía Rodríguez (ESP)         | 45e                     |
| 4                       | Ariadna Trias (ESP)           | HD-4                    |
| 5                       | Amaia Malasetxebarria (ESP)   | AB-2                    |
| 6                       | Ariadna Nevado (ESP)          | AB-2                    |

| Canyon-SRAM Racing CSR | Canyon-SRAM Racing CSR | Canyon-SRAM Racing CSR |
| ---------------------- | ---------------------- | ---------------------- |
| Num                    | Coureuse               | Pos                    |
| 11                     | Alena Amialiusik (BLR) | 14e                    |
| 12                     | Rotem Gafinovitz (ISR) | 27e                    |
| 13                     | Tanja Erath (GER)      | 53e                    |
| 14                     | Christa Riffel (GER)   | 47e                    |
| 15                     | Hannah Ludwig (GER)    | 23e                    |
| 16                     | Ella Harris (NZL)      | 8e                     |

| Movistar Team MOV | Movistar Team MOV          | Movistar Team MOV |
| ----------------- | -------------------------- | ----------------- |
| Num               | Coureuse                   | Pos               |
| 21                | Roxane Fournier (FRA)      | 56e               |
| 22                | Mavi García (ESP)          | 3e                |
| 23                | Alicia González (ESP)      | 50e               |
| 24                | Eider Merino (ESP) (route) | 25e               |
| 25                | Lourdes Oyarbide (ESP)     | 40e               |
| 26                | Alba Teruel (ESP)          | 41e               |

| BTC City Ljubljana BTC | BTC City Ljubljana BTC | BTC City Ljubljana BTC |
| ---------------------- | ---------------------- | ---------------------- |
| Num                    | Coureuse               | Pos                    |
| 31                     | Urša Pintar (SLO)      | 4e                     |
| 32                     | Eugenia Bujak (SLO)    | 44e                    |
| 33                     | Urška Žigart (SLO)     | 7e                     |
| 34                     | Maaike Boogaard (NED)  | 9e                     |
| 35                     | Hanna Nilsson (SWE)    | 15e                    |
| 36                     | Špela Kern (SLO)       | 16e                    |

| Bizkaia-Durango BDU | Bizkaia-Durango BDU          | Bizkaia-Durango BDU |
| ------------------- | ---------------------------- | ------------------- |
| Num                 | Coureuse                     | Pos                 |
| 41                  | Lucía González (ESP)         | 39e                 |
| 42                  | Ainara Elbusto (ESP)         | 66e                 |
| 43                  | Sandra Alonso (ESP)          | 46e                 |
| 44                  | Isabel Martin (ESP)          | 69e                 |
| 45                  | Enara López Gallastegi (ESP) | 24e                 |
| 46                  | Natalie Grinczer (GBR)       | 18e                 |

| Doltcini-Van Eyck Sport DVE | Doltcini-Van Eyck Sport DVE | Doltcini-Van Eyck Sport DVE |
| --------------------------- | --------------------------- | --------------------------- |
| Num                         | Coureuse                    | Pos                         |
| 51                          | Anisha Vekemans (BEL)       | AB-3                        |
| 52                          | Daniela Reis (POR) (route)  | 10e                         |
| 54                          | Tetyana Riabchenko (UKR)    | 6e                          |
| 55                          | Marion Sicot (FRA)          | 54e                         |
| 56                          | Mieke Docx (BEL)            | HD-1                        |

| Charente-Maritime CMW | Charente-Maritime CMW   | Charente-Maritime CMW |
| --------------------- | ----------------------- | --------------------- |
| Num                   | Coureuse                | Pos                   |
| 61                    | Anaïs Morichon (FRA)    | 48e                   |
| 62                    | Gladys Verhulst (FRA)   | 52e                   |
| 63                    | Noémie Abgrall (FRA)    | 57e                   |
| 64                    | Manon Minaud (FRA)      | 33e                   |
| 65                    | Balladyne Tritsch (FRA) | AB-4                  |

| Alé Cipollini ALE | Alé Cipollini ALE             | Alé Cipollini ALE |
| ----------------- | ----------------------------- | ----------------- |
| Num               | Coureuse                      | Pos               |
| 71                | Karlijn Swinkels (NED)        | HD-4              |
| 72                | Marjolein van 't Geloof (NED) | HD-4              |
| 73                | Na Ah-reum (KOR)              | 35e               |
| 74                | Jelena Erić (SRB)             | 28e               |
| 75                | Anna Trevisi (ITA)            | 51e               |
| 76                | Soraya Paladin (ITA)          | 2e                |

| Servetto-Piumate-Beltrami TSA SER | Servetto-Piumate-Beltrami TSA SER | Servetto-Piumate-Beltrami TSA SER |
| --------------------------------- | --------------------------------- | --------------------------------- |
| Num                               | Coureuse                          | Pos                               |
| 81                                | Kseniya Dobrynina (RUS)           | 59e                               |
| 82                                | Sara Casasola (ITA)               | AB-2                              |
| 83                                | Francesca Balducci (ITA)          | AB-4                              |
| 84                                | Mónika Király (HUN)               | 34e                               |
| 85                                | Anna Potokina (RUS)               | 37e                               |

| Bepink BPK | Bepink BPK              | Bepink BPK |
| ---------- | ----------------------- | ---------- |
| Num        | Coureuse                | Pos        |
| 91         | Silvia Magri (ITA)      | 64e        |
| 92         | Nicole Steigenga (NED)  | 21e        |
| 94         | Vania Canvelli (ITA)    | 43e        |
| 95         | Katia Ragusa (ITA)      | 12e        |
| 96         | Francesca Pattaro (ITA) | 32e        |

| Biehler Pro Cycling BPC | Biehler Pro Cycling BPC  | Biehler Pro Cycling BPC |
| ----------------------- | ------------------------ | ----------------------- |
| Num                     | Coureuse                 | Pos                     |
| 101                     | Teuntje Beekhuis (NED)   | 17e                     |
| 102                     | Henrietta Colborne (GBR) | 60e                     |
| 104                     | Roos Hoogeboom (NED)     | 30e                     |
| 105                     | Marissa Baks (NED)       | 13e                     |
| 106                     | Nienke Wasmus (NED)      | 63e                     |

| Norvège NOR | Norvège NOR         | Norvège NOR |
| ----------- | ------------------- | ----------- |
| Num         | Coureuse            | Pos         |
| 111         | Stine Borgli        | 1re         |
| 112         | Julie Meyer Solvang | HD-4        |
| 113         | Ingrid Lorvik       | 5e          |
| 114         | Emilie Moberg       | 67e         |
| 115         | Birgitte Ravndal    | 55e         |
| 116         | Marie Flataas       | NP-2        |

| Centre mondial du cyclisme WCC | Centre mondial du cyclisme WCC | Centre mondial du cyclisme WCC |
| ------------------------------ | ------------------------------ | ------------------------------ |
| Num                            | Coureuse                       | Pos                            |
| 121                            | Alice Sharpe (IRL)             | 36e                            |
| 122                            | Agua Marina Espínola (PAR)     | 31e                            |
| 123                            | Eyeru Tesfoam Gebru (ETH)      | 11e                            |
| 124                            | Desiet Kidane (ERI)            | 61e                            |
| 125                            | Anastasiya Kolesava (BLR)      | 29e                            |
| 126                            | Anabel Yapura (ARG)            | 22e                            |

| Macogep ___ | Macogep ___                     | Macogep ___ |
| ----------- | ------------------------------- | ----------- |
| Num         | Coureuse                        | Pos         |
| 131         | Marion Bessone (FRA)            | 20e         |
| 132         | Frédérique Larose-Gingras (CAN) | 38e         |
| 133         | Olivia Baril (CAN)              | 19e         |
| 134         | Manon Lannergan (CAN)           | AB-1        |
| 135         | Naomi Langarica (MEX)           | HD-2        |

| Eneicue EIC | Eneicue EIC           | Eneicue EIC |
| ----------- | --------------------- | ----------- |
| Num         | Coureuse              | Pos         |
| 141         | Ziortza Isasi (ESP)   | 62e         |
| 142         | Paula Sanmartin (ESP) | 49e         |
| 143         | Alessia Bulleri (ITA) | AB-4        |
| 144         | Lija Laizāne (LAT)    | 26e         |
| 145         | Fie Østerby           | HD-1        |
| 146         | Varvara Fasoi (GRE)   | NP-4        |

| Massi Tactic MAT | Massi Tactic MAT     | Massi Tactic MAT |
| ---------------- | -------------------- | ---------------- |
| Num              | Coureuse             | Pos              |
| 151              | Belén López (ESP)    | AB-4             |
| 152              | Teresa Ripoll (ESP)  | AB-4             |
| 153              | Cristina Aznar (ESP) | HD-2             |
| 154              | Sandra Moral (ESP)   | AB-4             |
| 155              | Mireia Benito (ESP)  | AB-4             |
| 156              | Noemi Ferre (ESP)    | AB-1             |

| Río Miera-Cantabria Deporte ___ | Río Miera-Cantabria Deporte ___            | Río Miera-Cantabria Deporte ___ |
| ------------------------------- | ------------------------------------------ | ------------------------------- |
| Num                             | Coureuse                                   | Pos                             |
| 161                             | Sandra Trevilla Samperio (ESP)             | HD-4                            |
| 162                             | Paula Diaz (ESP)                           | 65e                             |
| 163                             | Elena Perez Munoz (ESP)                    | HD-4                            |
| 164                             | Irene Mendez Melgarejo (ESP)               | 42e                             |
| 165                             | Maria De Los Angeles Medina Gonzalez (ESP) | 68e                             |
| 166                             | Carla Nafria de Miguel (ESP)               | HD-2                            |

## Organisation et règlement

### Organisation
La course est organisée par Diputación Provincial de Burgos.

### Règlement de la course

#### Délais
Lors d'une course cycliste, les coureurs sont tenus d'arriver dans un laps de temps imparti à la suite du premier pour pouvoir être classés. Les délais prévus sont de 12 % pour les première, deuxième et quatrième étape, 20 % pour la troisième.

#### Classements et bonifications
Le classement général individuel au temps est calculé par le cumul des temps enregistrés dans chacune des étapes parcourues. Des bonifications et d'éventuelles pénalisations sont incluses dans le calcul du classement. Le coureur qui est premier de ce classement est porteur du maillot violet.

#### Classement par points
Le maillot vert, récompense le classement par points. Celui-ci se calcule selon le classement lors des arrivées d'étape.
Les étapes en ligne et le prologue attribuent aux quinze premières des points selon le décompte suivant : 25, 20, 16, 14, 12, 11, 9, 8, 7, 6, 5, 4, 3, 2 et 1 points. En cas d'égalité, les coureurs sont prioritairement départagés par le nombre de victoires d'étapes. Si l'égalité persiste, la place obtenue au classement général entrent en compte. Pour être classé, un coureur doit avoir terminé la course dans les délais.

#### Classement par équipes
Les temps des trois premières de chaque équipe au classement général sont sommés. En cas d'égalité, le nombre de premières places au classement journalier est utilisé.

#### Classement de la montagne
Le maillot rouge, récompense le classement de la montagne. Les monts de catégorie spéciale attribuent 30, 25, 20, 16, 12, 10, 8, 6, 4, 3, 2 et 1 points. Ceux de première catégorie attribuent 16, 12, 10, 8, 6, 4, 3, 2 et 1 points. Ceux de deuxième catégorie attribuent 10, 7, 5, 3, 2 et 1 points enfin ceux de troisième catégorie 6, 4, 2 et 1 points aux trois premières. En cas d'égalité, le nombre de première places sur les grand prix des monts sont décomptés. Si l'égalité persiste, la place obtenue au classement général entrent en compte.

#### Classement de la meilleure jeune
Le classement de la meilleure jeune ne concerne qu'une certaine catégorie de coureuses, celles étant âgées de moins de 23 ans. C'est-à-dire aux coureuses nées après le 1er janvier 1997. Ce classement, basé sur le classement général, attribue au premier un maillot blanc.

#### Classement de la meilleure Espagnole
Ce classement ne concerne qu'une certaine catégorie de coureuses, celles espagnoles.

#### Classement de la meilleure régionale
Ce classement ne concerne qu'une certaine catégorie de coureuses, celles originaire du Burgos.

#### Prix de la combativité
Un prix de la combativité est attribué à l'issue de chaque étape par l'organisation.

#### Primes
Les étapes en ligne, permettent de remporter les primes suivantes:
| Position | 1er   | 2e    | 3e    | 4e    | 5e    | 6e   | 7e   | 8e   | 9e   | 10e  |
| Prix     | 305 € | 185 € | 125 € | 115 € | 110 € | 95 € | 85 € | 70 € | 70 € | 70 € |

En sus, les coureuses placées de la 11e à la 15e place gagnent 45 €.
Le classement général final attribue les sommes suivantes :
| Position | 1er   | 2e    | 3e    | 4e    | 5e    | 6e    | 7e    | 8e    | 9e    | 10e  |
| Prix     | 800 € | 500 € | 300 € | 200 € | 150 € | 120 € | 110 € | 100 € | 100 € | 10 € |

En sus, les coureuses placées de la 11e à la 15e place gagnent 90 €.

#### Prix
Par ailleurs des prix sont distribués. Le classement par équipes rapporte 200, 100 et 75 € aux trois premières. Le classement par points, celui de la montagne donnent 100, 50 et 25 €. Celui de la meilleure jeune 75, 50 et 25 €. La meilleure Espagnole, régionale et combative reçoivent chacune 100 €.